# Museum im Grünen Haus

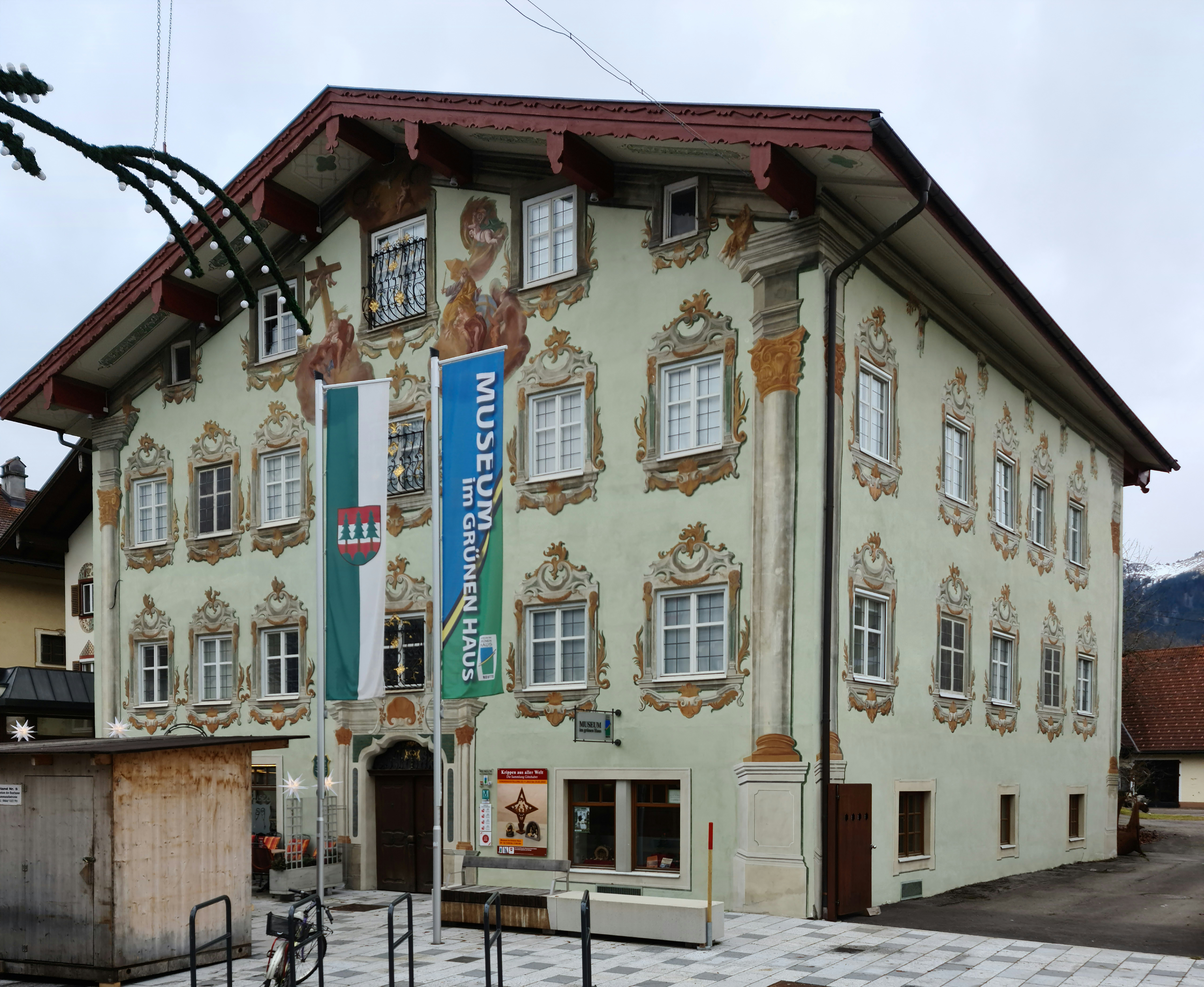
Grünes Haus mit Wandmalereien von Johann Jakob Zeiller

Museum im Grünen Haus, Zeiller-Raum

Das Museum im Grünen Haus ist ein Museum in der Marktgemeinde Reutte in Tirol. Das Gebäude steht unter Denkmalschutz.

## Grünes Haus
Das im 16. Jahrhundert erbaute Wohnhaus mit einem kreuzgratgewölbten Flur besitzt außen eine barocke Fassadenmalerei mit einem kräftigen Grün als Hauptgrundierung, gemalt von Johann Jakob Zeiller (1779). Die Malerei auf drei Seiten des Hauses zeigt eine architektonische Gliederung mit Ecksäulen, Gesims, Hermenpilastern an den Fenstern, einem Scheinportal und im Giebel einer Darstellung der Hl. Dreifaltigkeit. Weiters Rokokokorbgitter an Fenstern und im Türsturz mit zwei Löwen. Im großen Mittelgang des zweiten Obergeschoßes wurden Wandmalereien im Stil der Renaissance aus der Bauzeit entdeckt und freigelegt. Stuckdecken im ersten und zweiten Stock wurden freigelegt und ergänzt.

## Museum
Seit 1986 ist das Haus im Besitz der Marktgemeinde Reutte. Es wurden umfangreiche Adaptierungs- und Restaurierungsarbeiten durchgeführt und 1989 mit einer Tiroler Landesausstellung abgeschlossen. Seit 1990 ist das Gebäude ein Museum und Kulturzentrum der Marktgemeinde.
- Gemälde der Malerwerkstatt Zeiller (Paul Zeiller, Franz Anton Zeiller, Johann Jakob Zeiller) und von Anna Stainer-Knittel
- Rodfuhrtafeln aus dem 18. Jahrhundert zum Salzhandel der Marktgemeinde Reutte